# مواد تخریبی
مواد تخریبی (به انگلیسی: detritus) از دیدگاه زیست‌شناسی، به بقایا و ارگانیسم اجساد، موجودات و مواد آلی ریز به صورت رسوب یا مواد معلق، اطلاق می‌گردد. از دیدگاه عملیات تصفیه فاضلاب مواد معدنی درشت همراه با مواد آلی که در آب‌های جاری قابل انتقال هستند.